# Vilém ze Saint-Thierry
Blahoslavený Vilém se Saint-Thierry (1075 až 1080, Liège, Belgie – 8. září 1148) byl významnou osobností 11. století. Především byl mystikem a autorem duchovních knih, přítelem a blízkým spolutvůrcem mnišské reformy Bernarda z Clairvaux, opatem v Saint-Thierry. Katolická církev jej uctívá jako blahoslaveného.

## Život a dílo
Narodil se ve šlechtické rodině v Lutychu (místo je známé jako „Athény Severu"). Vzdělával se v Remeši a Laonu. Na tamní škole, kde studoval, spjaté se sv. Anselmem, studoval i Pierre Abélard (zemř. 1142). Po skončení studií vstoupil do benediktinského řádu se sídlem v klášteře sv. Nikasia. V roce 1118 se setkal se sv. Bernardem z Clairvaux a podpořil jeho snahu o mnišskou reformu i obhajobu pravověří. V roce 1135 opustil benediktýnské opatství a stal se cisterciáckým mnichem v Signy, aby se mohl věnovat kontemplaci. O šest let později byl zvolen opatem v Saint-Thierry.

## Duchovní formace mnichů a díla
Jako opat v Saint Thiery (1119–1135) se věnoval duchovní formaci mnichů a v této souvislosti napsal následující díla:
- De contemplando Deo (O nazírání Boha, 1121–1124)
- De natura et dignitate amoris (O přirozenosti a důstojnosti lásky, 1121–1124)
- De sacramento altaris (O svátosti oltářní, 1127)
- Expositio in epistulam ad Romanos (Výklad listu Římanům, 1137)

## Díla o duchovním životě
S jeho hlubokým duchovním životem po odchodu do Signy (1135–1138) souvisejí následující díla:
- Meditative orationes (Meditativní modlitby, 1137)
- záznamy z jeho četby Písně písní či patristických interpretací této biblické knihy.

### Vrcholné dílo
Vrchol jeho díla představuje Epistola aurea (1144–1145). Kniha je podivuhodnou syntézou jeho učení o duchovním životě.

### Směřování duchovní a mystické cesty
Jako benediktinský opat i cisterciácký mnich působil hlavně v roli duchovního vůdce a jako mystik. K dogmatům přistupoval spíše cestou kontemplace než spekulace. Biblické texty četl s důvěrou, že se v nich setká s Božím zjevením, čímž překonával strohost převládajícího augustinismu a otevíral se myšlenkám řeckých církevních otců (Origena, Kappadockých otců, Řehoře z Nyssy). Studiem došel k originální syntéze východního a západního myšlení.

### Přínos pro mystické a teologické poznání
Vilémovy texty se odlišují od děl středověkých i moderních autorů: jsou prodchnuté biblickým jazykem a věrné stylu tradičních liturgických modliteb. Současně ukazuje, že člověk naplněný láskou Boží získává prostřednictvím kontemplace smysl pro Boží přítomnost, což znamená mystické i teologické poznání.